# Amateur Computer Club

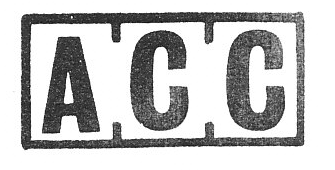
Eerst logo van ACC (1973)

De Amateur Computer Club (ACC) was een van de eerste verenigingen voor mensen die uit liefhebberij iets deden (of wilden doen) met computers. De meeste leden woonden in het Verenigd Koninkrijk.

## Ontstaan
Het oprichten van de ACC was een initiatief van Mike Lord in 1973. Hij plaatste een bericht in het toen populaire elektronica tijdschrift Wireless World met een oproep om zo'n club op te richten. Omdat het tijdschrift internationaal gelezen werd, meldden zich ook leden uit andere landen, waaronder Dick Barnhoorn, die in 1977 voor het Nederlandse taalgebied de Hobby Computer Club oprichtte naar het voorbeeld van de ACC.

## Activiteiten
Het belangrijkste middel om de leden te ondersteunen in hun liefhebberij, was het uitgeven van een periodiek: de ACC Newsletter (ACCN). Hierin werd gevarieerde aan informatie geboden. In nummer 1 van maart 1973 stond al een beschrijving van de instructieset van een zelfontworpen computer, de ULO510 van een van de leden van het eerste uur: Ian Spencer. Verder nam Mike bijna alles op wat langs kwam, zoals de beschikbaarheid van afgedankte computerapparatuur, tips over het bemachtigen van een jobkaart bij een computercentrum, laatste prijzen van IC´s (Intel 4004 en 8008, en geheugen), algoritmes, code tabellen enzovoorts.
Via de ACC kwamen ook veel persoonlijke contacten tot stand, waardoor de leden elkaar konden schrijven en ontmoeten, en in diverse Engelse steden werden bijeenkomsten gehouden. 

## Huidige status
De ACC bestaat niet meer. Uit de laatste berichten bleek wel dat zich lokale afdelingen vormden die hun eigen weg gingen.